# Orlando Magic
Az Orlando Magic egy amerikai profi kosárlabdacsapat, melynek székhelye Orlandóban, Florida államban található. Az NBA Keleti főcsoportjának Délkeleti csoportjában szerepelnek, jelenlegi edzőjük Steve Clifford. A klubot 1989-ben alapították, de már számos olyan kiemelkedő játékost tudhatott soraiban, mint Shaquille O’Neal, Anfernee Hardaway, Grant Hill, vagy Tracy McGrady. Története során 20 alkalomból 11-szer jutott be a rájátszásba. Pillanatnyilag az Amway Centerben játszanak.

## Klubtörténet

### 1989-1992: A kezdeti lépések
Az Orlando Magic 1989-ben, új egyesületként csatlakozott az NBA-hez. A klub vezetése és a helyi újság (az Orlando Sentinel) szavazást írt ki a lakosság körében a leendő csapat nevét illetően. A 4296 db beérkező szavazat alapján végül négy név közül választottak; „Heat” (forróság), „Tropics” (trópikusok), „Juice” (dzsúz) és „Magic” (varázslat). 1986. július 27-én jelentették be, hogy a bizottság a Magic név mellett tette le a voksát. A Magic így egyike lett azon négy csapatnak (a Charlotte Hornets, Miami Heat, Minnesota Timberwolves hármas mellett), melyek új klubként csatlakoztak a ligához a ’80-as évek második felében. Eredetileg az NBA vezetése csak három új csapatot akart indítani (egyet Floridában), de mind a miami, mind az orlandói tulajdonosi csoport sikeresen lobbizott, így a döntőbizottság végül mindkét floridai csapat indulási jogát jóváhagyta. Ezzel a Magic lett az első profi sportklub a város történetében.
A Magic Matt Guokast tette meg vezetőedzőjévé, akinek a segítségével 12 játékost választottak ki az 1989. június 15-ei expansion drafton. 1989. június 27-én az első kör 11. helyén Nick Anderson mellett döntöttek, ezzel ő lett a klub első draftolt játékosa. Első mérkőzésüket 1989. november 4-én játszották az Orlando Arenaban, ahol nagy küzdelemben a vendég New Jersey Nets csapatával szemben maradtak alul; 111–106 arányban. Az első győzelemre két napot kellett várni, amikor szintén hazai pályán a New York Knickset sikerült megverniük; 118–110-re. A csapat 18–64-es negatív mérleggel zárta a szezont, olyan játékosokkal a soraiban, mint Reggie Theus, Scott Skiles, Terry Catledge, Sam Vincent, Otis Smith és Jerry Reynolds.
Az 1990-es NBA draft negyedik helyén Dennis Scottot választották. December 30-án a Denver Nuggets elleni 155–116-ra megnyert mérkőzésen Scott Skiles 30 gólpasszával új ligacsúcsot állított fel, ezzel megdöntve Kevin Porter addigi 29-es rekordját. Skilest az év végén megválasztották a liga legtöbbet fejlődött játékosának. Dennis Scott szezonbeli 125 db értékesített hárompontosa pedig mai napig rekord egy elsőévestől a liga történetében, be is választották a legjobb újonc-ötösbe. A 31–51-es mérleg ellenére a 41 hazai mérkőzésből 40-en teltház volt.
1991. szeptember 19-én a DeVos család 85 millió dollárért megvásárolta a klubot, ezzel a család feje; Richard DeVos lett az új tulajdonos. Az 1991–92-es szezon csalódást jelentett, igaz sok játékos hagyott ki mérkőzéseket sérülés miatt. Dennis Scott csak 18 meccset játszott, Nick Anderson 22-t kihagyott, de Stanley Robertset, Jerry Reynoldsot, Bison Delet, Sam Vincentet és Otis Smithet is egyenként legalább 27 meccsen kellett nélkülözni. Az összmérleg 21–61 lett, amelybe egy 17 meccses vereségsorozat is beletartozott. Ennek ellenére mind a 41 hazai meccsen megtelt a csarnok.

### 1992–1996: Shaq megérkezik
Az egyesület történetében kiemelt dátum 1992. május 17., amikor a draft sorsoláson elsőként húzták ki a Magicet, így a soron következő drafton 1/1-esként elvihették a játékosbörze legnagyobb ígéretét: Shaquille O’Nealt. A 2 méter 16 cm-es óriás azonnali erősítést jelentett a csapatnak, ami az év végi 41–41-es mérlegben is megmutatkozott. O’Neal lett az első játékos Michael Jordan óta, akit elsőévesként beszavaztak az All-Star gála kezdőcsapatába. Emellett elnyerte az év újonca címet is. Mindezek ellenére a csapat lemaradt az 1992–93-as szezon rájátszásáról, pedig holtversenyben álltak a keleti nyolcadik helyen az Indiana Pacers-szel (csak az egymás elleni eredményük volt rosszabb).
Az 1993-as draft sorsoláson a Magicnek mindössze egy golyója szerepelt a sorsológépben, mégis az övékét húzták ki elsőként. Még a draftot megelőzően Guokas visszalépett a vezetőedzői pozícióból, utódja Brian Hill lett. A drafton Chris Webbert választották, de rögtön el is cserélték a Golden State Warriorsszal a harmadik helyezett Anfernee „Penny” Hardawayért, valamint három jövőbeni elsőkörös draftjogért. Az O’Neal–Hardaway kettőssel a csapat a liga egyik legdominánsabb csapatává vált, és 50–32-es mutatóval, negyedik helyen, a klub történetében először bejutottak a rájátszásba. Azonban már az első körben az esélytelenebbnek tartott Pacers kisöpörte őket 3–0-val.
Az 1994–95-ös szezonban a Chicago Bullstól ingyen sikerült megszerezniük a szabadúszó, korábbi All-Star erőcsatár Horace Grantet. A csapat 57–25-ös mérlegével megnyerte az Atlanti csoportot, és egyben a Keleti főcsoportot is. A rájátszásban kiverték a Boston Celticset, a Chicago Bullst és az Indiana Pacerst, ezzel a liga történetében ők lettek a második leggyorsabb csapat, olyan szempontból, hogy megalakulásuk után milyen gyorsan jutottak be a bajnoki fináléba. Ott azonban a bajnoki álmokról szőtt orlandói ábrándokat a Houston Rockets 4–0-s összesítéssel szertefoszlatta.
Az 1995–96-os szezonban az O’Neal–Hardaway vezette Magic 60–22-es klubrekorddal ismét közel került a Keleti főcsoport megnyeréséhez, mégis csak második helyen jutottak be a rájátszásba, mert a Chicago ugyanekkor állította föl minden idők legjobb; 72–10-es alapszakaszbeli mérlegét. 1996. április 29-én John Gabriel váltotta Pat Williamset a csapat elnöki posztján. A rájátszásban sikerült kiütni a Detroit Pistons és az Atlanta Hawks együttesét, majd következhetett a Jordan–Pippen–Rodman trió vezérelte Chicago Bulls, amely túl nagy falatnak bizonyult, és 4–0-s összesítéssel ejtette ki a mágikusokat.

### 1996–2000: Shaq távozik
A holtszezonban O’Neal szabadúszóként a Los Angeles Lakersbe szerződött, ezzel hatalmas csapást okozva a klubnak és minden Magic szimpatizánsnak. A szezon közepén a játékosok hathatós közreműködésével menesztették Brian Hillt, helyére az idény hátralevő részére Richie Adubatot nevezték ki. Irányítása alatt a csapat 21–12-es mérleget produkált, összesítésben 45–37-el zárt. A csapat húzóemberei Hardaway, Darrell Armstrong, és a Golden State-től megszerzett Rony Seikaly voltak. A playoff első körében 0–2-es állásról sikerült megszorítani, és ötödik meccsre kényszeríteni a favorit Miami Heatet, de kiejteni nem.
Az 1997–98-as szezonra Chuck Daly lett a klub új vezetőedzője. Az alapszakaszbeli jó teljesítmény lehetőségét sérülések sora hátráltatta, Hardawaynak a meccsek nagy részét ki kellett hagynia. Anderson és a frissen szerződtetett szabadúszó, Charles Bo Outlaw vezetésével 41–41-es mérleget sikerült produkálni, ami épp nem volt elég a rájátszáshoz. Mindezek mellett Ron Seikalyt elcserélték New Jerseybe három játékosért és egy jövőbeni draftjogért.
1998–99-ben Matt Harping és Michael Doleac megszerzésével, valamint egy egészséges Hardaway-jel és Andersonnal 33–17-es mérleget produkálva holtversenyben keleti elsők lettek a lockout (kizárás) sújtotta csonka alapszakaszban. Armstrongot választották a legjobb hatodik embernek és a legtöbbet fejlődött játékosnak egyaránt. Továbbá sikerült szerződtetni az NBA pályafutása utolsó idényét játszó Dominique Wilkinst. A rájátszásban az egymás elleni rosszabb eredmények miatt csak harmadik helyen kiemelt Magic az Allen Iverson vezette Philadelphia 76ersel nézett farkasszemet, és nagy csalódást okozva 3–1-es összesítéssel alulmaradt.
1999-ben az év vezérigazgatójának választott John Gabriel egy újonc edzőt; Doc Riverst nevezte ki a csapat főedzőjének. Gabriel a korábbi csapatot szétszedve elcserélte a klub utolsó szupersztárját; Anfernee Hardawayt a Phoenix Sunsszal Danny Manningért (aki mellesleg soha nem öltötte magára a Magic mezét), Pat Garrityért és két jövőbeni draftjogért cserébe. A csapat átlagos képességű játékosokkal, kevés tapasztalattal, Armstronggal, Bo Outlawal és a fiatal Ben Wallaceal vezérelve 41–41-es mérleggel épphogy lemaradt a rájátszásról. A szezon végén Riverst választották az év edzőjének.

### 2000–2004: McGrady átveszi a marsallbotot
A következő holtszezonban Gabriel alaposan felszabadította a helyet a fizetési sapka alatt, így megkísérelhette Orlandóba csábítani a nyár három legértékesebbnek tartott szabadúszóját; Tim Duncant, Grant Hillt és Tracy McGradyt. Hármójuk közül végül a többszörös All-Star Hillt és McGradyt sikerült megkaparintani. Szerződtetésükkel a csapatot mindenki kelet egyik legnagyobb esélyesének tartotta, de Hill bokasérülése miatt csak négy meccset játszhatott. McGrady viszont óriásit fejlődött, és a liga egyik legponterősebb játékosává vált. Ő és a drafton választott Mike Miller vezetésével ismét bejutottak a rájátszásba. Az alapszakaszt 43–39-cel zárták, ami egy kilencmeccses győzelmi sorozatot is magában foglalt. McGrady részt vett az All-Star gálán, beválasztották a liga második legjobb ötösébe, és ő lett legtöbbet fejlődött játékos is, Miller pedig az év újonca. A playoff első köre ismét a végállomást jelentette; 3–1-gyel a Milwaukee Bucks jutott tovább.
2001–02-ben McGrady irányításával 44–38-as pozitív mérleget sikerült produkálni, de Hillt továbbra is sérülése hátráltatta, így ismét alig néhány mérkőzést játszhatott. A csapat húzóemberei ekkor McGrady, Armstrong, Miller és a hárompontos specialista Pat Garrity voltak. McGrady ismét All-Star lett, és beválasztották immáron a liga legjobb ötösébe. A rájátszás első körében azonban ismét alulmaradtak, ezúttal a Baron Davis vezette Charlotte Hornetsel szemben.
2002–03-ban Mike Miller és Ryan Humphrey ellenértékeként Drew Gooden és Gordan Giricek költözött a Memphis Grizzliestől Orlandóba. Az alapszakaszban ismét McGrady vezetésével sikerült 42–40-es mérleget összehozni. Egyben ő érte el a legjobb pontátlagot (32,1 pont/meccs), újra All-Star és a liga legjobb kezdőötösének tagja lett. A továbbra is sérült Hill nélkül egyhuzamban harmadszorra jutottak be a playoffba. Az első körben már 3–1 is vezettek a Detroit Pistons ellen, de ez volt az első év, amikor már itt is négy győzelemig tartott egy párharc. Így a Pistons fordítani tudott, és 4–3-as összesítéssel bemasírozott a keleti elődöntőbe.
A 2003–04-es szezonban ünnepelte a csapat fennállása 15. évfordulóját; lesújtó eredménnyel. Bár a nyáron sikerült leigazolni a szabadúszó Tyronn Lue-t és Juwan Howardot, a bajok már korán megmutatkoztak. Az első győzelmet klubcsúcsot jelentő 19 meccses vereségsorozat követte. A végeredmény 21–61; a liga leggyengébb teljesítménye. Ennek ellenére McGrady pontátlaga volt a legjobb (28 pont/meccs), részt vett sorozatban negyedik All-Star meccsén, és bekerült a liga második legjobb ötösébe. Mindeközben februárban odaadták Giriceket a Utah Jazznek DeShawn Stevensonért cserébe. A 19 meccses vereségsorozat derekán Doc Rivers edzőt kirúgták, helyére az addigi segédedző; Johnny Davis került. Ezenkívül Gabrielt John Weisbrod váltotta az elnöki poszton.

### 2004–2006: Egy új kezdet Dwight Howarddal

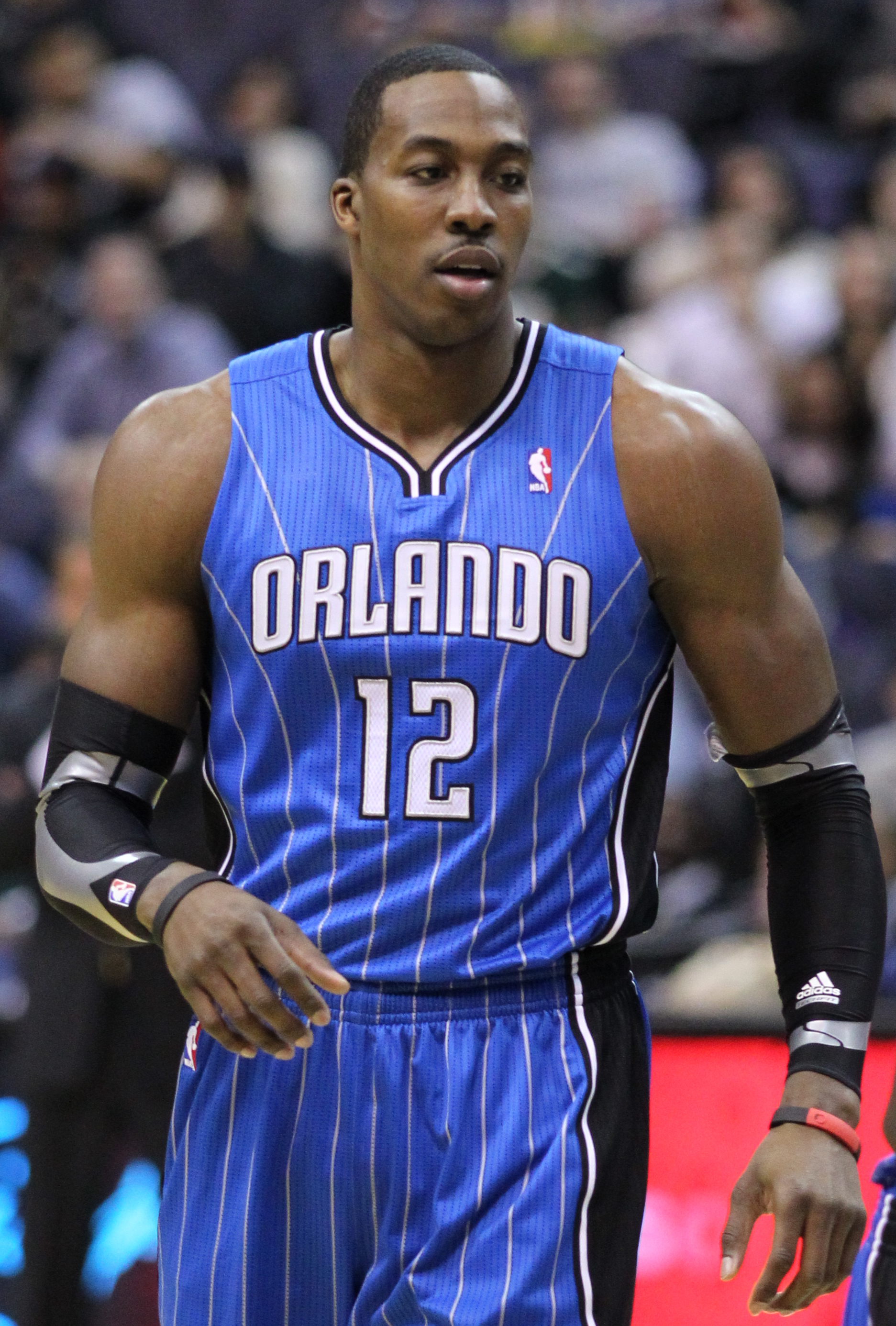
Dwight Howard a Magic tagjaként

A holtszezonban Weisbrod teljesen szétszedte a csapatot. Davis a helyén maradt, de csak néhány játékost hagyott meg az előző évi keretből. A legszámottevőbb mozzanatot Tracy McGrady elcserélése jelentette. Az elégedetlenkedő T-Mac állítólag elcserélését kérte, mialatt Weisbrod azzal vádolta a játékost, hogy lazsál, és nem látogatja a csapat edzéseit (McGrady később elismerte, hogy a 2003–04-es szezon alatt nem adott ki mindent magából, és szeretett volna egy olyan csapatot, amely több segítséget tud nyújtani neki a pályán, de soha nem akarta elhagyni Orlandót). A Magic T-Mac mellett Reece Gainest, Tyronn Lue-t és Juwan Howardot küldte a Houston Rocketshez cserébe Steve Francisért, Kelvin Catoért és Cuttino Mobley-ért. Emellett a csapat megszerezte Tony Battiet a Cleveland Cavalierstől Drew Gooden, Steven Hunter és Anderson Varejao játékjogát adva ellenértékül, illetve leszerződtette a szabadúszó Hidayet Türkoglut. A drafton az első választás jogával élve (amit korábban sorsoltak ki) lefoglalták a nagy ígéretnek tartott, még középiskolás Dwight Howardot. Ezen kívül egy jövőbeni elsőkörös draftjogért a Denvertől megszerezték Jameer Nelson játékjogát is, akit sok játékosmegfigyelő az első tízbe várt, végül azonban a huszadik helyen választott ki a Nuggets.
Egy ígéretes 13–6-os rajt után a Magic visszaesett. Weisbrod szezon közben elcserélte Mobleyt a sacramentoi Doug Christie-ért, aki eleinte annyira ragaszkodott a Kingshez, hogy megtagadta Orlandóba való elcserélését. Később azt állította, hogy sérült, ezért mindössze néhány orlandói meccse után inaktív listára tették. A szezon vége felé – ahogy a rájátszásba jutás esélye elszállt – Weisbrod menesztette Davist, azok után, hogy korábban megígérte neki; a szezon végéig ő marad az edző. Helyét ideiglenesen az addigi segédedző; Chris Jent foglalta el.
A visszatért Hill által megtámogatott csapat ennek ellenére egész szezonban látványosan játszott, olyan csapatokat is megverve, mint a San Antoino Spurs, Dallas Mavericks, Miami Heat, Phoenix Suns és a Detroit Pistons. Azonban a csapat irányítójának; Steve Francisnek gyakran ingadozó játéka miatt olyan gyengébb képességű csapatoktól is kikaptak, mint az újonc Charlotte Bobcats, vagy az Atlanta Hawks. Howard dupla-duplás szezonbeli átlaga (pont és lepattanó) sok jóval kecsegtetett a jövőre nézve, ő lett az első újonc a liga történetében, aki a szezon mind a 82 mérkőzésén kezdőként lépett pályára. Nelson gyengébb kezdés után egyre jobban belelendült, megszerezve a kezdő irányító posztot. Hill immár viszonylag gyógyultan 19 pontos meccsenkénti átlagot produkált, és a szurkolók beválasztottak a 2005-ös All-Star gála kezdőjébe is. Howard és Nelson pedig tagja lett a liga legjobb, illetve második legjobb újoncötösének.
A csapat jó kezdés után visszaesett, és végül 36–46-os, csalódást keltő mérleggel zárt. Az alapszakasz utolsó negyedében sérülések is hátráltatták a hajrát; Türkoglu törött csuklója, Hill sípcsontja, Nelson bordája mellett még Francist is eltiltották három mérkőzésre, mert meccs alatt megrúgott egy fotóst. A végére csak néhány győzelem hiányzott a rájátszáshoz.
Május 23-án lemondott John Weisbrod, majd másnap bejelentették, hogy következő évtől Brian Hill lesz (ismét) a Magic új vezetőedzője.
A 2005-ös draft 11. helyén Fran Vasquezt vitték el. Július 28-án azonban a játékos általános megdöbbenést okozva bejelentette, hogy még nem kíván az NBA-ben szerepelni, és marad Spanyolországban, ahol következő évtől az Akasvayu Girona játékosa lesz. Egyes források szerint a döntést valójában barátnője hozta meg.
Október 21-én Rick DeVos bejelentette, hogy tulajdonosi jogait gyermekeire ruházza át, és a tulajdonosi szerepkör betöltésével a klub elnökét, egyben vejét; Bob Vander Weidet bízza meg.
A Magicnél nagy várakozással tekintettek 2005–06-os szezonra, annak ellenére, hogy nem sikerült leigazolniuk Vasquezt. Hill feltételezhetően végképp felépült bokasérüléséből, Howard és Nelson sokat fejlődött a nyár alatt, és Kelvin Cato is jó formát mutatott. A második körben megszerzett Travis Diener, és a szabadügynökként Miamiből szerződtetett Keyon Dooling teljesítménye is azt mutatta; jó úton járnak a csapatépítésben.
És ekkor elkezdődtek a bajok; Grant Hill összeszedett egy csúnya sérvsérülést, amely egész szezonban hátráltatta. Három előszezonbeli meccs után kés alá feküdt, és eredetileg december közepéig harcképtelenné vált, ám végül csak február végén, március elején térhetett vissza, de ezután is csak hellyel-közzel lépett pályára. Emellett Nelsonnak is ki kellett hagynia több mint egy hónapot sérült lába miatt.
Az idény során a remény sugarai folyamatosan elhalványultak. Február 15-én Kelvin Catoért és egy 2007-es elsőkörös draftjogért cserébe megszerezték Darko Milicicet és Carlos Arroyot a Detroit Pistonstól. Egy héttel később, február 22-én Steve Francist is elcserélték New Yorkba, helyette Anfernee Hardaway (akit két nappal később elbocsátottak) és Trevor Ariza érkezett. A csapat Battie, Howard, Türkoglu, Stevenson, Nelson felállásban váratlan rohamot produkált a keleti nyolcadik pozíció megszerzéséért, amelybe egy nyolcmeccses győzelmi, és egy húszas hazai veretlenségi sorozat is beletartozott. Olyan erős csapatokat sikerült ekkor legyőzni, mint a Detroit, San Antonio, Dallas, Miami, illetve a Philadelphia 76ers, mely meccsen Howard 28 pontos, és karriercsúcsot jelentő 26 lepattanós teljesítménnyel zárt. Végül azonban a Chicago Miami elleni, április 16-ai győzelme matematikailag is biztossá tette a rájátszásból való kimaradást, ráadásul a Bulls április 17-ei 116–112-es orlandoi győzelmével véget vetett a csapat győzelmi sorozatának is. Mindezek ellenére a fiatal csapatmag és a fizetési sapka alatti pénzügyi rugalmasság fényes jövőt sejtetetett a 2006–07-es szezon előtt.

### 2006–2010: Visszatérés az NBA-döntőbe
A 2006-os NBA drafton a Magic 11-es sorszámmal a korábbi Duke nehéztüzér J. J. Redicket választotta, aki a szurkolói nyomás ellenére is csak meccsenkénti 11 perces átlagot tölthetett a parketten. Erős, 13–4-es szezonkezdet után azonban a csapat megtorpant, ami elsősorban a sok sérülésnek (Battie, Ariza, Dooling, Hill) volt köszönhető. Ezen kívül a fiatal játékosok is hullámzó teljesítményt nyújtottak, akik számos alkalommal gyenge dobószázalékot produkáltak, illetve egy megbízható dobóhátvédre is szükség lett volna. A gyenge játék ellenére Howard harmadik évében is töretlenül fejlődött, Tracy McGrady óta ő lett az első mágikus, akit meghívtak az All-Star gálára. Az alapszakasz utolsó néhány hetében megindították az utolsó rohamot a playoffba kerüléshez. 2007. április 15-én a Boston Celtics 88–86-os legyőzésével végül 2003 után ismét bejutottak (nyolcadik helyen) a rájátszásba, ahol ezúttal is a Detroit Pistons várt rájuk. Ez volt az első alkalom a klub történetében, hogy negatív mérleggel kerültek be az utószezonba. A sokkal tapasztaltabb és jobb játékosokból álló Pistons ismét nagy falatnak bizonyult, április 28-án 4–0-s söpréssel abszolválva az első kört. 2007. május 23-án bejelentették Brian Hill menesztését.
Június 1-én az egyetemi bajnokságban (NCAA) játszó Florida Gators trénerét; Bill Donovant nevezték ki új vezetőedzőnek. Donovan 2006-ban és 2007-ben egyaránt bajnoki címig vezette az aligátorokat. Új munkahelyén 5 évre 27,5 millió dollárt kapott volna, de június 3-án, két nappal szerződése aláírása után általános meglepetést okozva úgy döntött, hogy inkább egyetemi csapatánál marad. Így június 5-én a Magic ajánlatot tett a korábban a Miami Heatet vezető Stan Van Gundynak, aki el is fogadta azt (egyes források szerint 4 évre 16 millió dollárért).
2007. július 2-án az orlandói helyi televíziócsatorna hírül adta, hogy a seattle-i Rashard Lewis elfogadta a klub által felkínált 5 évre szóló 75 millió dolláros szerződésajánlatot. Hivatalosan július 11-én, sign and trade ügylet keretében került Orlandóba, és valószínűleg a maximumot: hat év alatt valamivel több mint 110 millió dollárt keres majd.
November 15-én Richard DeVos veje; Bob Vander Weide hivatalosan is a klub tulajdonosa lett.
A csapat meggyőzően; 16–4-es mérleggel kezdte a 2007–08-as szezont, megverve többet között a Boston Celticset és a Cleveland Cavalierst. A következő hónapokban már nem voltak ilyen eredményesek; 36 meccsből 18 győzelem, 18 vereség.
Howardot beszavazták a 2008-as New Orleans-i All-Star gálára, ahol kezdőként léphetett pályára, miután egy nappal előtte megnyerte az az évi zsákolóbajnokságot.
Március elején ismét magasabb fokozatba kapcsoltak, ebben a hónapban (november óta először) újra tíz győzelmet könyvelhettek el. március 31-én a Washington Wizards Utah Jazz elleni vereségével biztossá vált, hogy megnyerik a Délkeleti csoportot. Ez volt a Magic harmadik csoportelsősége, az első 1995–96 óta (igaz, akkor még az Atlanti csoportban). Április 13-án a Bulls ellen behúzták az ötvenedik győzelmüket is, amire nem volt példa 1995–96 óta, csakúgy mint 52–30-as pozitív mérlegükre. Harmadik kiemeltként a rájátszás első körében a Toronto Raptors-szal kerültek össze, és 1998–99 óta először élvezhették a hazai pálya előnyét.
2008. április 28-án az Amway Arenában 4–1-es összesítéssel búcsúztatták a Raptorst. 12 év után ez volt az első sikeresen megvívott playoff párharcuk, hat, sorozatban elbukott első kört követően. De a siker csupán eddig tartott; a Detroit szintén 4–1-es mérleggel múlta felül őket a második körben. A harmadik mérkőzésen ugyan megsérült a Pistons vezére, Chauncey Billups, amiért a párharc negyedik és ötödik ütközetét ki kellett hagynia, de a Magic nem tudott élni az esély adta lehetőséggel.
A 2008-as drafton a csapat 22-es sorszámmal a Western Kentucky egyetem dobóhátvédjét; Courtney Leet választotta.
A klub a következő, 2008–09-es szezonban ünnepelte fennállásának 20. évfordulóját. Az alapszakasz első felében nagyon jól ment a szekér; 41 lejátszott mérkőzést követően 33-8-as győzelem/vereség mutatóval vezették a Délkeleti csoportot, egyben a liga négy legjobb mérleggel rendelkező csapata közé kerültek. Február elején azonban All-star irányítójuk; Jameer Nelson válsérülést szenvedett, ami miatt úgy tünt az egész szezont ki kell hagynia. Miután csereügylet keretében megszerezték Rafer Alstont a Houston Rocketstól, a Magic 59-23-as mutatóval zárta az alapszakaszt, amely az 1995-96-os szezon 60 győzelme után a második legjobb eredménynek számít. Emellett Dwight Howardot választották a liga legjobban védekező játékosává. A playoff első körében 4-2-vel ejtették ki a Philadelphia 76erst, majd a konferencia elődöntőben 4-3-mal a címvédő Boston Celticset, amely a rájátszásban hazai pályán még sohasem szenvedett vereséget párharca hetedik meccsén. 1996 óta először jutottak be a konferencia döntőbe, ahol az alapszakasz MVP; LeBron James vezérelte Cleveland Cavalierst sikerült kiütniük, 4-2-es összesítéssel. A döntőben – miután két vereséggel tértek haza Los Angelesből – a Magic végre megszerezte fennállásának első döntőbeli győzelmét, 1-2-re módosítva az összesítést. Végül azonban öt mérkőzés után a Los Angeles Lakers csapata diadalmaskodott.
A 2009-es holtidényben a klub elcserélte Rafer Alstont, Tony Battiet és Courtney Leet a New Jersey Netsel, a nyolcszoros All-star Vince Carterért és Ryan Andersonért. Hedo Türkoglut elengedték a Toronto Raptorshoz, viszont megtartották Marcin Gortatot. Emellett leigazolták Dallasból a korlátlan szabadügynök erőcsatár Brandon Basst, illetve Phoenixből Matt Barnest.
A 2009-2010-es szezon is jól indult a csapat számára. Dwight Howard a keleti csapat kezdőjeként lépett pályára a Dallas-ban megrendezett All-Star gálán.A keleti csapat edzője Stan Van Gundy, a Magic franchise-béli vezető edzője volt. Vince Carter számára is jól sikerült a bemutatkozás a csapatnál.Bár játékideje átlagosan meccsenként 6 perccel csökkent az előző szezonhoz képest, így is 16.8 pontot átlagolt.Ezen eredményével csapata második legeredményesebb játékosa lett.A Suns-ban villogó Matt Barnes új csapatában is hozta a tőle elvárhatót , karrierje során legtöbbször, 58-szor neve a kezdők között szerepelt. A csapat a franchise-t tavalyhoz hasonlóan 59 győzelemmel és 23 vereséggel zárta, ezzel főcsoportjában a Cavs mögött második lett. A rájátszás első szakaszában a Miami Heat-tel találkozott a csapat. A Wade-Beasley-J.O’Neal vezette Miami az első körben búcsúzott a rájátszástól, a Magic számára a következő lépcsőfok a bajnoki cím felé az Atlanta Hawks csapata volt. A Hawks sok éves szünet után már harmadszorra volt tagja a rájátszásban megméretett csapatoknak. Joe Johnson remek teljesítménye sem akadályozta meg a Magic-et a tovább jutástól, az Orlandó csapata végigsöpört a Hawks-on. A következő állomás már bizony komoly fejtörést okozott Van Gundy vezető edzőnek. A soron következő csapat ugyanis nem más mint a Boston Celtics volt. Tavaly a csapat sikeres volt a Celtics csapata ellen. De idén már más volt a helyzet, ugyanis csapata és az NBA egyik ásza Kevin Garnett egészséges volt és nem kényszerült kihagyni az ütközetet mint tavaly. A Boston játékán ez meg is látszott hiszen 4-2-re búcsúztatta a Magic-et.

## A csapat csarnoka

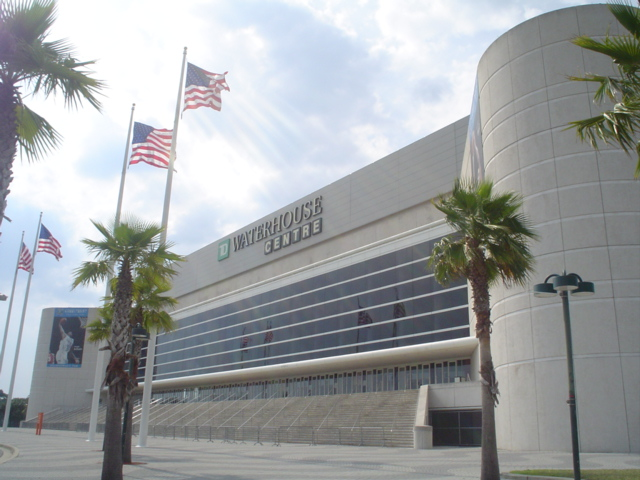
Az Amway Arena, amit 1999-2006 között TD Waterhouse Centrenek hívtak

A ma hivatalosan Amway Arenának nevezett csarnok a Magic 1989-es megalakulása óta ad otthont a csapatnak. Eredetileg Orlando Arenanak, vagy „O-Rena”-nak hívták. 1999-ben a TD Waterhouse megvette a létesítmény névjogát, ezért TD Waterhouse Centrere keresztelték át, majd 2006 decemberében az Amway tette ugyanezt, négy esztendő időtartamra. Azonban mára az aréna korszerűtlenné vált, az NBA-ban a harmadik legöregebbnek számít (egyedül a New Yorké és New Jersey-é előzi meg). Ezért 2008. július 25-én – hosszas tárgyalásokat követően – megtörtént a klub jövőbeni új csarnokának alapkőletétele, melynek jelenlegi neve Orlando Events Center. Az Amwaynek előopciója van arra, hogy elkészültével ő legyen a névadó. A munkálatok előreláthatóan 2010 októberében fejeződnek be, így a Magic leghamarabb a 2010–11-es szezonban léphet benne először parkettre. Az építkezés várhatóan 480 millió dollárba kerül. Férőhelykapacitása kosárlabdameccs alatt 18500 fő lesz.

## Mezek
- 1989–90 – 1997–98: A hazai mez fehér volt, fekete krétacsíkokkal, kék keretű fekete mezszámmal és a fekete keretű, kék Magic logóval. Az idegenbeli fekete színű, fehér krétacsíkokkal, fehér keretű kék mezszámmal és kék keretű fehér Orlando felirattal.
- 1994–95 – 1998–98: A Magic kiadott egy új, kék színű mezt is, fehér krétacsíkokkal, fekete keretű fehér mezszámmal és fekete keretű, fehér Orlando felirattal. A kék mez bevezetésével a fekete lett az alternatív (alternate jersey).
- 1998–99 – 2002–03: Az egyesület tizedik születésnapjára új stílusú csapatmezt terveztettek. A krétacsíkok eltűntek, helyettük mindkét mez „hátterébe” sajátos csillagminta került. A hazai fehér színű, fekete keretű kék Magic logóval és számozással. Az idegenbeli kék, fekete keretű fehér Magic logóval és számozással.
- 2003–2008: A tizenötödik születésnapra készített új mez mintamentes. A hazai fehér színű, ezüst és fekete keretű kék Magic logóval és számozással. Az idegenbeli kék, fehér és fekete keretű visszavett Orlando felirattal és számozással. A csapat minden meccsén fekete zoknit és cipőt viselt.
- 2008-tól: A klub huszadik születésnapja tiszteletére visszatért a krétacsíkokhoz. A legújabb mez vegyíti az elmúlt két évtized szereléseinek elemeit. A hazai fehér színű, fekete krétacsíkokkal, míg az idegenbeli kék, fehér krétacsíkokkal. A mezszámozás és a játékosok nevének betűtípusa is modernebb lett.
- A csapat szabályai szerint a játékosok meccs alatt nem viselhetnek fejpántot.

A Magic részt vett a 2003-as Hardwood Classics kampányban, melynek keretében a játékosok karácsonyi mérkőzésükön az 1989-es idegenbelei fekete mezt viselték. A következő szezonokban az 1994–95-ös kéket (2004–05), a ’89-es fehéret (2005–06), illetve ismét a feketét (2006–07) vették fel hasonló alkalomból. A jelenlegi szerelés bevezetéséig Bo Outlaw volt az egyetlen, aki mindegyik fajtában játszott mérkőzést.

## Játékosok

### A hírességek csarnokának tagjai
- Chuck Daly (korábbi edző)
- Dominique Wilkins (csak rövid ideig játszott a csapatban)
- Patrick Ewing (egy szezont játszott Orlandóban, jelenleg a csapat segédedzője)

### Visszavonultatott mezek
- 6 – „A hatodik ember – a szurkolók” (2001–02-ben Patrick Ewing tiszteletére aktívvá tették)

## Vezetőedzők
| Név             | Időtartam       | Győztes meccs | Vesztes meccs | Győzelemarány | Meccs | Rájátszásba jutás | Rájátszásba jutás idényei                       |
| --------------- | --------------- | ------------- | ------------- | ------------- | ----- | ----------------- | ----------------------------------------------- |
| Matt Guokas     | 1989–93         | 111           | 217           | .338          | 328   | -                 | -                                               |
| Brian Hill      | 1993–97         | 191           | 104           | .651          | 295   | 3                 | 1993–94, 1994–95, 1995–96                       |
| Richie Adubato1 | 1997            | 21            | 12            | .636          | 33    | 1                 | 1996–97                                         |
| Chuck Daly      | 1997–99         | 74            | 58            | .561          | 132   | 1                 | 1998–99                                         |
| Doc Rivers      | 1999–2003       | 171           | 168           | .504          | 339   | 3                 | 2000–01, 2001–02, 2002–03                       |
| Johnny Davis    | 2003–05         | 51            | 84            | .378          | 135   | -                 | -                                               |
| Chris Jent2     | 2005            | 5             | 13            | .278          | 18    | -                 | -                                               |
| Brian Hill3     | 2005–2007       | 76            | 88            | .463          | 164   | 1                 | 2006–07                                         |
| Billy Donovan4  | 20074           | 0             | 0             | .000          | 0     | -                 | -                                               |
| Stan Van Gundy  | 2007-2012       | 259           | 135           | .657          | 394   | 5                 | 2007–08, 2008-09, 2009-10, 2010-2011, 2011-2012 |
| Jacque Vaughn   | 2012-2015       | 58            | 158           | .269          | 216   | -                 | -                                               |
| James Borrego   | 2015            | 10            | 20            | .333          | 30    | -                 | -                                               |
| Scott Skiles    | 2015-2016       | 35            | 47            | .427          | 82    | -                 | -                                               |
| Frank Vogel     | 2016-2018       | 54            | 110           | .329          | 164   | -                 | -                                               |
| Steve Clifford  | 2018-napjainkig | 75            | 80            | .484          | 155   | 2                 | 2018-19, 2019-20                                |
| Összesen        | 1989–napjainkig | 1191          | 1294          | .420          | 2485  | 16                | 1993–97, 1998–99, 2000–03, 2006–12, 2018-2020   |

1Az 1996–1997 szezont ideiglenes edzőként fejezte be
2 A 2004–2005 szezont ideiglenes edzőként fejezte be
3Második regnálása vezetőedzőként
4Négy nappal kinevezése után visszamondta a megbízatást

## Csúcspontok

### Klubcsúcsok

#### Összesen
- Meccs: Nick Anderson (692)
- Meccs megszakítás nélkül: Dwight Howard (351)
- Játszott perc: Nick Anderson (22,444)
- Értékesített mezőnykosár: Nick Anderson (4,075)
- Mezőnykosár kísérlet: Nick Anderson (8,976)
- Értékesített hárompontos: Dennis Scott (981)
- Hárompontos kísérlet: Nick Anderson (2,480)
- Értékesített büntető: Dwight Howard (2,244)†
- Büntetőkísérlet: Dwight Howard (3,736)†
- Lepattanó: Dwight Howard (5,508)†
- Gólpassz: Scott Skiles (2,776)
- Labdaszerzés: Nick Anderson (1,004)
- Blokkolt dobás: Dwight Howard (890)†
- Személyi hiba: Dwight Howard (1,408)†
- Pont: Nick Anderson (10,650)

† Jelenleg is élő sorozat

#### Meccsátlag
- Pont: Tracy McGrady (28.1)
- Lepattanó: Dwight Howard (12.4)
- Gólpassz: Scott Skiles (7.2)
- Labdaszerzés: Anfernee Hardaway (1.9)
- Blokkolt dobás: Shaquille O’Neal (2.7)

### Egyéni rekordok
- Legtöbb pont egy meccsen – 62 (Tracy McGrady 2004. március 10-én a Washington Wizards ellen)
- Legtöbb pont egy félidő alatt – 37 (Tracy McGrady 2003. március 9-én a Denver Nuggets elleni meccs első félidejében)
- Legtöbb pont egy negyedben – 25 (Tracy McGrady 2003. március 9-én a Denver Nuggets elleni meccs második negyedében)
- A legtöbb egy meccsen értékesített büntető – 18 (Tracy McGrady 2002. december 25-én a Detroit Pistons ellen)
- Legtöbb pont egy rájátszásbeli meccsen – 46 (Tracy McGrady a 2003-as rájátszás első körében, a Detroit Pistons elleni párharc második meccsén)
- A legtöbb gólpassz egy meccsen – 30 (Scott Skiles 1992. december 20-án a Denver Nuggets ellen)

### Egyéni díjak
Az év legjobban védekező játékosa
- Dwight Howard – 2009, 2010

Az év újonca
- Shaquille O’Neal – 1993
- Mike Miller – 2001

A legjobb hatodik ember
- Darrell Armstrong – 1999

A legtöbbet fejlődött játékos
- Scott Skiles – 1991
- Darrell Armstrong – 1999
- Tracy McGrady – 2001
- Hidayet Türkoğlu – 2008

Az év edzője
- Doc Rivers – 2000

Az év elnöke
- John Gabriel – 2000

Az NBA legjobb ötösének tagja
- Anfernee Hardaway – 1995, 1996
- Tracy McGrady – 2002, 2003
- Dwight Howard – 2008, 2009, 2010

Az NBA második legjobb ötösének tagja
- Shaquille O’Neal – 1995
- Tracy McGrady – 2001, 2004

Az NBA harmadik legjobb ötösének tagja
- Shaquille O’Neal – 1994, 1996
- Anfernee Hardaway – 1997
- Dwight Howard – 2007

Az NBA legjobban védekező ötösének tagja
- Dwight Howard – 2009, 2010

Az NBA második legjobban védekező ötösének tagja
- Horace Grant – 1995, 1996
- Dwight Howard – 2008

A legjobb újonc ötös tagja
- Dennis Scott – 1991
- Shaquille O’Neal – 1993
- Anfernee Hardaway – 1994
- Matt Harpring – 1999
- Mike Miller – 2001
- Drew Gooden – 2003
- Dwight Howard – 2005

A második legjobb újonc ötös tagja
- Stanley Roberts – 1992
- Michael Doleac – 1999
- Chucky Atkins – 2000
- Gordan Giricek – 2003
- Jameer Nelson – 2005

## Kapcsolódó weboldalak
- Hivatalos oldal
- A Magic történelme
- Magic hírek
- Szurkolói oldal